# تازه‌کند حوریلر
تازه‌کند حوریلر، روستایی در دهستان لیلان شمالی بخش شیرین‌کند شهرستان لیلان در استان آذربایجان شرقی ایران است.

## جمعیت
بر پایه سرشماری عمومی نفوس و مسکن در سال ۱۳۹۵، جمعیت این روستا برابر با ۳۷۹ نفر (۱۱۴ خانوار) بوده‌است.